# Ferrovia Diakopto-Kalavrita
La ferrovia Diakofto–Kalavrita è una linea a scartamento ridotto e a cremagliera della Grecia sita nel nord del Peloponneso; lunga 22 km unisce Diakopto a Kalavrita.

## Storia
La linea fu costruita tra 1889 e 1896 dalla società ferroviaria Pireo, Atene e Peloponneso (SPAP) ed esercita con trazione a vapore. Si progettò in seguito l'elettrificazione della linea e vennero acquistate elettromotrici Billard di costruzione francese. Dopo l'arrivo dei rotabili, nel 1958, tuttavia l'elettrificazione non era ancora stata fatta e fu deciso di non procedere più. Per utilizzare le elettromotrici venne costruito un modulo generatore diesel che veniva posto in composizione al centro di due mezzi di trazione. Il sistema venne usato a lungo. Tra 2007 e 2009 la ferrovia è stata oggetto di lavori di rinnovamento e nello stesso anno 2009 sono entrati in servizio i nuovi complessi diesel-elettrici Stadler. In atto è gestita dalla OSE (Organismos Sidirodromon Ellados) con trazione termica.

## Caratteristiche
La ferrovia è a binario unico con scartamento di 750 mm. Sale dal livello del mare fino a 720 m in 22.3 km con una pendenza massima del 175 per mille mediante tre sezioni a cremagliera del tipo Abt per un totale di 3.8 km. La velocità massima è di 40 km/h per le sezioni ad aderenza naturale e di 12 km/h per quelle a cremagliera.

### Percorso

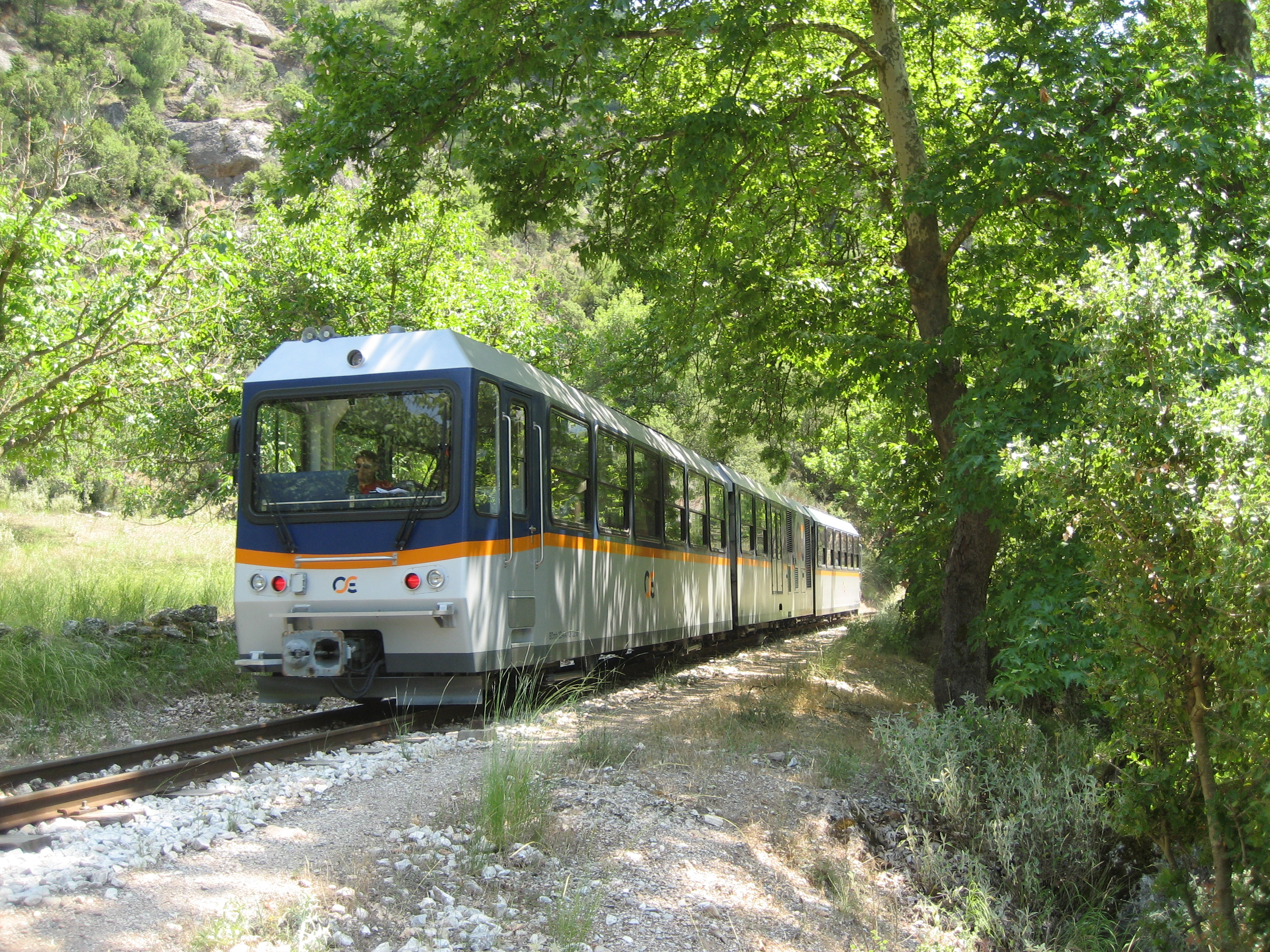
Treno Stadler sulla linea Diakofto–Kalavrita

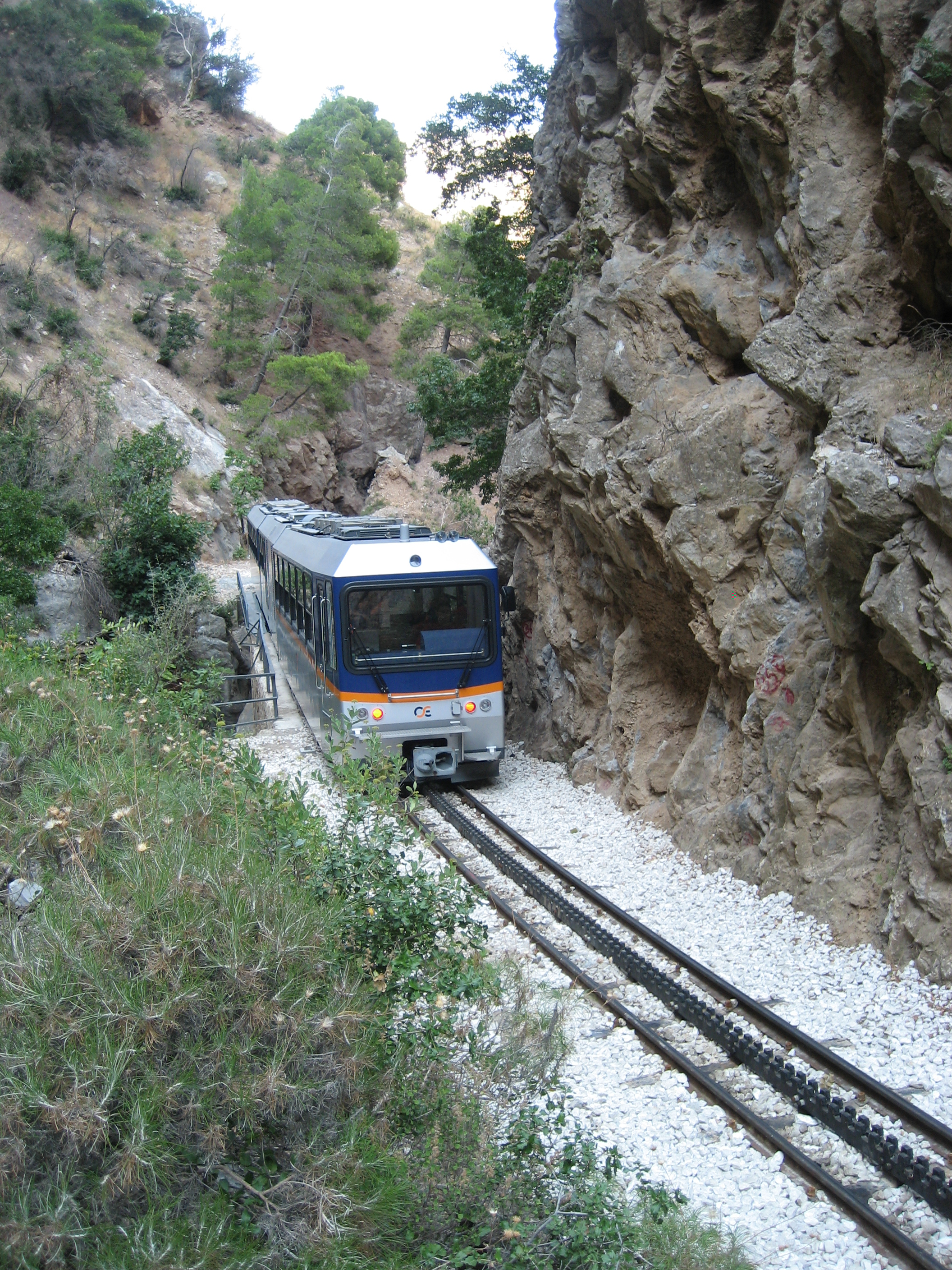
Treno Stadler su una tratta a cremagliera della linea

|  | Head station |

| Unknown route-map component "KDSTaq" | Unknown route-map component "ABZgr" |

|  | Non-passenger station/depot on track |

|  | Unknown route-map component "eBST" |

|  | Non-passenger station/depot on track |

|  | Unknown route-map component "eHST" |

|  | Station on track |

|  | Unknown route-map component "eDST" |

|  | Non-passenger station/depot on track |

|  | End station |

## Rotabili della linea

### Locomotive a vapore
Sei locomotive a vapore sono state costruite specificamente per la linea su progetto di Cail nel 1891.
| Locomotiva  | Rodiggio | Fabbrica           | Anno | Note                                    |
| ----------- | -------- | ------------------ | ---- | --------------------------------------- |
| ΔΚ1 ΔΚ-8001 | 0-3-1 RT | Cail               | 1891 | in buone condizioni a Kalavryta         |
| ΔΚ2         | 0-3-1 RT | Cail               | 1891 |                                         |
| ΔΚ3 ΔΚ-8003 | 0-3-1 RT | Cail               | 1891 | monumentata a Diakofto                  |
| ΔΚ4         | 0-3-1 RT | Cail               | 1891 | esposta nel Museo ferroviario di Atene. |
| ΔΚ11        | 0-3-1 RT | Krupp              | 1891 |                                         |
| ΔΚ-8005     | 0-3-1 RT | SPAP Piraeus Works | 1954 |                                         |

## Rotabili automotori termici

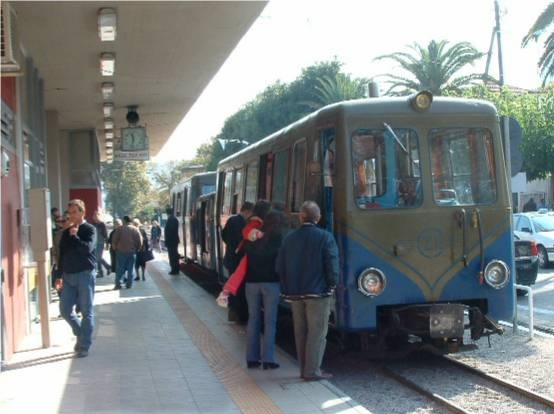
Uno dei convogli: si nota al centro l'unità generatrice diesel

Dopo l'acquisto e la messa in opera dei convogli diesel-elettrici Billard nel 1958 questi vennero numerati: ΑΔΚ 01 - ΑΔΚ 03 e successivamente ΑΒδφπτ 3001 - ΑΒδφπτ 3003. Tre complessi similari costruiti dalla Decauville si aggiunsero ai precedenti nel 1967 e ricevettero la numerazione ΑΒδφπτ 3004 - ΑΒδφπτ 3006. I sei complessi hanno configurazione simile consistente di una motrice, un'unità generatrice e una vettura pilota.
Una locomotiva a vapore (ΔΚ 8001, costruzione Cail 1891) è tenuta in ordine a Kalavryta per treni speciali.
Nel 2009 sono entrati in servizio quattro complessi automotori diesel-elettrici Stadler Rail Costituiscono il gruppo 3107.
| Gruppo | Fabbrica   | Anno | Composizione      |
| ------ | ---------- | ---- | ----------------- |
| 3001   | Billard    | 1958 | 3001+OPE3501+3001 |
| 3002   | Billard    | 1958 | 3002+OPE3502+3002 |
| 3003   | Billard    | 1958 | 3003+OPE3503      |
| 3004   | Decauville | 1967 | 3004+OPE3504+3004 |
| 3005   | Decauville | 1967 | 3005+OPE3505+3005 |
| 3006   | Decauville | 1967 | 3006+OPE3506+3006 |
| 3107   | Stadler    | 2009 | 3107+3507+3207    |
| 3108   | Stadler    | 2009 | 3108+3508+3208    |
| 3109   | Stadler    | 2009 | 3109+3509+3209    |
| 3110   | Stadler    | 2009 | 3110+3510+3210    |